# Запальта (деревня)
Запальта — деревня в составе Краснокамского городского округа в Пермском крае России.

## История
До 2018 года входила в Оверятское городское поселение Краснокамского района. После упразднения обоих муниципальных образований вошла в состав образованного муниципального образования Краснокамского городского округа.

## География
Деревня находится менее чем в 1 километре на северо-восток от села Чёрная (отделено от него рекой Пальта) и в 8 км к северу от Краснокамска.
Климат
Климат умеренно континентальный. Наиболее тёплым месяцем является июль, средняя месячная температура которого 17,4—18,2 °C, а самым холодным январь со среднемесячной температурой −15,3…−14,7 °C. Продолжительность безморозного периода 110 дней. Снежный покров удерживается 170—180 дней.

## Население
| 2010 |
| ---- |
| 36   |

Население деревни в 2002 году составило 23 человека.
Национальный состав
Согласно результатам переписи 2002 года, в национальной структуре населения русские составляли 100 %

## Достопримечательности
К северу от деревни находится лыжная база «Увал» и экологическая тропа на гору Городище.